# Retraitehuis Sint Alphonsus
Het Retraitehuis Sint Alphonsus was, samen met het klooster Sint Joseph, een door de paters redemptoristen bewoond complex, gelegen aan de Barchman Wuytierslaan 53 te Amersfoort. Het klooster ligt ernaast, aan Barchman Wuytierslaan 55.
Het complex werd gebouwd in 1910 en architect was Hermanus Kroes. Het retraitehuis heeft een T-vormige plattegrond, waarbij de as wordt gevormd door de kapel, welke in neogotische stijl is uitgevoerd. Het woongebouw werd in eclectische stijl uitgevoerd.
Nadat het door de congregatie verlaten is, werd het in gebruik genomen als asielzoekerscentrum.
Zowel klooster als retraitehuis zijn geklasseerd als rijksmonument.